# Tye Harvey
Tye Harvey (né le 25 septembre 1974) est un athlète américain spécialiste du saut à la perche. 

## Palmarès

### Championnats du monde d'athlétisme en salle
- Championnats du monde d'athlétisme en salle 2001 à Lisbonne,  Portugal
  -  Médaille d'argent du saut à la perche